# Interfaz de Usuario Multilingüe
MUI (Multilingual User Interface, Interfaz de Usuario Multilenguaje) es una solución profesional de Microsoft para entornos de trabajo Windows 2000, XP, Vista, Windows 7 y servidores Windows 2003 y Windows Server 2008 que permite a un usuario seleccionar el lenguaje en el que quiere que se muestre su escritorio. Este paquete es válido solamente para la versión inglesa de Windows.
Debido a que no es una traducción completa de los programas del sistema operativo, existen otros paquetes para traducir determinadas aplicaciones como el Centro de Ayuda y Soporte o el Reproductor de Windows Media, incluso uno sólo para Microsoft Office.
MUI está disponible para el canal de distribuidores de Microsoft.